# Stephanie Venier
Stephanie Venier (* 19. Dezember 1993 in Innsbruck) ist eine ehemalige österreichische Skirennläuferin. Sie war in den Disziplinen Abfahrt und Super-G erfolgreich. In letzterer Disziplin wurde sie im Jahr 2025 Weltmeisterin.

## Biografie
Venier stammt aus Oberperfuss in Tirol. Ihre Schwester Bianca war ebenfalls alpine Skirennläuferin, beendete jedoch im Oktober 2018 mit 21 Jahren ihre Karriere.
Ab Dezember 2008 nahm Stephanie Venier an FIS-Rennen teil, wobei sie zunächst vor allem in den Disziplinen Riesenslalom und Slalom fuhr. In der Saison 2009/10 begann sie auf dieser Stufe regelmäßig unter die besten zehn zu fahren, bei den österreichischen Juniorenmeisterschaften belegte sie im Super-G den zweiten Platz. Daraufhin spezialisierte sie sich allmählich auf die schnellen Disziplinen. Ihren ersten Einsatz im Europacup hatte sie am 11. Jänner 2012, dabei fuhr sie als 19. der Abfahrt von Bad Kleinkirchheim sogleich in die Punkteränge. Drei Wochen später gewann sie den österreichischen Super-G-Juniorenmeistertitel.
Am 12. Dezember 2012 gelang Venier in der Abfahrt von St. Moritz erstmals eine Top-10-Platzierung in einem Europacuprennen. Ihr Debüt im Weltcup hatte sie am 12. Jänner 2013 in der Abfahrt von St. Anton am Arlberg, wo sie den 39. Platz belegte. Am 5. Februar 2013 stand sie als Dritte des Super-G von Sella Nevea erstmals auf dem Podest eines Europacuprennens. Bei den darauf folgenden Juniorenweltmeisterschaften 2013 gewann sie die Goldmedaille im Super-G und die Silbermedaille in der Abfahrt. Zum Abschluss der Saison wurde sie österreichische Super-G-Meisterin (wenn auch in Abwesenheit zahlreicher Spitzenläuferinnen).
Die ersten Weltcuppunkte gewann Venier am 30. November 2013 mit Platz 27 im Super-G von Beaver Creek. Bei den Juniorenweltmeisterschaften 2014 gewann sie die Silbermedaille im Super-G. Beim Training zur Weltcupabfahrt in Bad Kleinkirchheim erlitt sie am 10. Jänner 2015 eine Knorpelabsprengung im linken Knie, womit die Saison für sie vorzeitig beendet war.
In den kommenden beiden Saisonen konnte sie sich kontinuierlich steigern. In der Abfahrt von Lake Louise gelang ihr im Dezember 2015 als Zehnte erstmals der Sprung unter die Top 10 eines Weltcuprennens. Im Super-G von Cortina d’Ampezzo konnte sie dieses Ergebnis wiederholen. Die Saison 2016/17 begann sie stark mit einem siebenten Platz in der Abfahrt von Lake Louise und einem sechsten Rang im Super-G von Val-d’Isère. Im Super-G von Garmisch-Partenkirchen schaffte sie mit Platz zwei hinter Lara Gut ihren ersten Podestplatz im Weltcup. Bei ihrer ersten Weltmeisterschaftsteilnahme gewann sie am 12. Februar 2017 in St. Moritz im Abfahrtslauf die Silbermedaille. Sie war erst dadurch, dass Anna Veith auf das betreffende Rennen verzichtet hatte, und dank eines Trainerentscheids in das vierköpfige ÖSV-Aufgebot nachgerückt. Am 27. Jänner 2019 feierte sie in der Abfahrt von Garmisch-Partenkirchen ihren ersten Weltcupsieg.
In der Saison 2019/20 gelangen ihr in den Abfahrten von Lake Louise und Crans-Montana zwei dritte Plätze. Nachdem sie in den folgenden beiden Saisonen nur jeweils eine Top-10-Platzierung hatte erreichen können, fand Venier in der Saison 2022/23 wieder vermehrt den Anschluss an die Weltspitze. Nach drei Weltcup-Platzierungen unter den besten Zehn und einem siebten Platz in der WM-Abfahrt von Méribel, überraschte Venier beim Dreifachsieg der ÖSV-Damen im zweiten Super-G von Kvitfjell am 5. März, auch von besser werdenden Witterungsbedingungen begünstigt, mit dem zweiten Platz hinter Nina Ortlieb und vor Franziska Gritsch.
Nachdem Venier am 26. Jänner 2024 die erste Abfahrt von Cortina d’Ampezzo gewonnen hatte, feierte sie am 18. Februar 2024 im Super-G von Crans-Montana ihren ersten Weltcupsieg in dieser Disziplin.
Bei den Weltmeisterschaften 2025 in Saalbach gewann Venier am 6. Februar 2025 die Goldmedaille im Super-G vor Federica Brignone sowie Lauren Macuga und Kajsa Vickhoff Lie, welche zeitgleich den dritten Platz belegten. Mit 31 Jahren und 49 Tagen wurde sie damit zur ältesten Super-G-Weltmeisterin der Geschichte. Am 11. Februar 2025 gewann sie gemeinsam mit Katharina Truppe Bronze in der erstmals ausgetragenen Team-Kombination.
Im darauffolgenden August gab sie ihr Karriereende bekannt.

## Erfolge

### Weltmeisterschaften
- St. Moritz 2017: 2. Abfahrt, 7. Super-G
- Åre 2019: 4. Abfahrt
- Cortina d’Ampezzo 2021: 20. Super-G
- Méribel 2023: 7. Abfahrt
- Saalbach-Hinterglemm 2025: 1. Super-G, 3. Team-Kombination, 9. Abfahrt

### Weltcup
- 12 Podestplätze, davon 3 Siege:

| Datum            | Ort                    | Land        | Disziplin |
| ---------------- | ---------------------- | ----------- | --------- |
| 27. Jänner 2019  | Garmisch-Partenkirchen | Deutschland | Abfahrt   |
| 26. Jänner 2024  | Cortina d’Ampezzo      | Italien     | Abfahrt   |
| 18. Februar 2024 | Crans-Montana          | Schweiz     | Super-G   |

### Weltcupwertungen
| Saison  | Gesamt | Gesamt | Abfahrt | Abfahrt | Super-G | Super-G | Kombination | Kombination |
| Saison  | Platz  | Punkte | Platz   | Punkte  | Platz   | Punkte  | Platz       | Punkte      |
| ------- | ------ | ------ | ------- | ------- | ------- | ------- | ----------- | ----------- |
| 2013/14 | 98.    | 17     | –       | –       | 42.     | 13      | 27.         | 4           |
| 2014/15 | 101.   | 14     | 42.     | 6       | 46.     | 8       | –           | –           |
| 2015/16 | 46.    | 190    | 30.     | 49      | 17.     | 132     | 39.         | 9           |
| 2016/17 | 16.    | 434    | 12.     | 157     | 5.      | 255     | 28.         | 22          |
| 2017/18 | 27.    | 299    | 13.     | 173     | 19.     | 111     | 29.         | 15          |
| 2018/19 | 9.     | 528    | 2.      | 372     | 9.      | 156     | –           | –           |
| 2019/20 | 14.    | 438    | 7.      | 233     | 5.      | 205     | –           | –           |
| 2020/21 | 44.    | 133    | 21.     | 80      | 22.     | 53      | –           | –           |
| 2021/22 | 46.    | 170    | 22.     | 129     | 35.     | 41      | –           | –           |
| 2022/23 | 32.    | 276    | 22.     | 113     | 14.     | 163     | –           | –           |
| 2023/24 | 10.    | 726    | 4.      | 346     | 4.      | 380     | –           | –           |
| 2024/25 | 27.    | 309    | 16.     | 97      | 12.     | 212     | –           | –           |

### Europacup
- Saison 2013/14: 3. Abfahrtswertung
- 2 Podestplätze

### Juniorenweltmeisterschaften
- Roccaraso 2012: 19. Super-G, 29. Riesenslalom
- Québec 2013: 1. Super-G, 2. Abfahrt, 25. Riesenslalom
- Jasná 2014: 2. Abfahrt, 5. Super-G, 24. Super-Kombination

### Weitere Erfolge
- 1 österreichischer Meistertitel (Super-G 2013)
- 1 österreichischer Juniorenmeistertitel (Super-G 2012)

## Privates
Venier ist seit 2023 mit dem Skirennläufer Christian Walder liiert.

## Auszeichnungen
- 2017: Österreichische Aufsteigerin des Jahres